# Toplovodno grijanje
Toplovodno grijanje ili grijanje toplom vodom je način grijanja s pomoću vruće vode koja kruži (cirkulira) toplovodnim sustavom. Takvo je na primjer centralno grijanje u kućama, ali i grijanje zgrada u sustavu toplana (daljinsko grijanje). U kotlu ugrijana voda provodi se kroz cjevovod razvodne mreže do grijala (radijatora), gdje se ohladi predajom topline konvekcijom (toplinsko strujanje) zraku, a toplinskim zračenjem okolnim zidovima i drugim površinama u prostoriji. Ohlađena se voda odvodi kroz sabirni cjevovod natrag u kotao, te ponovno započinje isti kružni tok. 
Prema sili koja djeluje na optok vode razlikuje se toplovodno grijanje gravitacijom i prisilnom cirkulacijom s crpkama (pumpama). S obzirom na atmosferu postoji otvoreno i zatvoreno toplovodno grijanje, a prema izvedbi jednocijevni i dvocijevni sustavi s gornjom, odnosno donjom razvodnom mrežom.  
Najviša temperatura vode u kotlu, pri maksimalnom toplinskom opterećenju uređaja, ne treba prelaziti 95 °C. Pri manjim opterećenjima temperatura vode u kotlu može se sniziti ovisno o vanjskoj temperaturi podešavanjem (ručno ili automatsko) jakosti (intenzivnosti) izgaranja u kotlu (centralna regulacija). Uređaji za grijanje toplom vodom, zbog niske površinske temperature grijala, najpodesniji su za grijanje stambenih, javnih i sličnih zgrada. 
Prednosti grijanja toplom vodom jesu: jednostavno posluživanje i velika sigurnost u pogonu; mogućnost centralne regulacije mijenjanjem temperature vode i prilagođavanjem odavanja topline grijala prema stvarnoj potrebi; zagrijavanje je prostorija, zbog niske površinske temperature grijala, jednakomjerno i ugodno; djelovanje korozije je neznatno, pa je vijek trajanja uređaja dug. 
Kao nedostaci mogu se smatrati: velika tromost zbog znatne mase vode u uređaju i stoga dugo vrijeme zagrijavanja; visoki troškovi ulaganja; opasnost zamrzavanja ako je uređaj zimi izvan pogona, ili ako su za vrijeme jake zime zatvoreni ventili grijala.

## Toplovodno grijanje gravitacijom
Kotao za proizvodnju topline nalazi se na najnižem mjestu za grijanje (obično u podrumu), te je cjevovodom spojen s grijalicama. Optok vode u uređaju održava se zbog razlike gustoće ugrijane i ohlađene vode. Povećanje obujma (volumena) vode u sustavu pri zagrijavanju kompenzira ekspanzijska posuda (ekspanziona posuda). 
U otvorenim je uređajima ekspanzijska posuda u neposrednoj vezi s atmosferom, a smještena je na najvišem mjestu uređaja. Veza vodene mase uređaja preko ekspanzijske posude s atmosferom sprečava povišenje tlaka u cjevovodnoj mreži. Najviša temperatura ugrijane vode u dovodnom vodu redovno je 90 °C, a u povratnom vodu 70 °C.
U zatvorenim uređajima za grijanje toplom vodom ne postoji nikakva veza s atmosferom. Ekspanzijska posuda je zatvorena, a može se smjestiti na najvišem mjestu uređaja ili na najnižem u kotlovnici. Temperatura vode u dovodnom vodu može se povisiti do 110 °C s tlakom do 1,5 bara. Uređaji sa zatvorenim ekspanzijskim posudama moraju biti opremljeni posebnim sigurnosnim napravama. 
Toplovodno grijanje gravitacijom izvodi se kao dvocijevni ili jednocijevni sustav, te kao etažno grijanje.

### Dvocijevni sustavi
Dvocijevni sustavi izvode se s gornjom i donjom razdiobom topline. 

#### Dvocijevni sustavi s gornjom razdiobom
U gornjoj razdiobi vodi se ugrijana voda od kotla najprije kroz glavni uzlazni vod do gornje dovodne razdjelne mreže na tavanu. Od ove mreže odvajaju se silazni vodovi koji dovode toplu vodu pojedinim radijatorima. Ohlađena voda iz radijatora vodi se kroz okomite ogranke u sabirni vod povratne vode, koji je obično smješten ispod stropa podruma. Na najvišem mjestu razdjelne mreže priključena je otvorena ekspanzijska posuda koja preuzima povećani obujam ugrijane vode i preko koje se odzračuje sustav. Prednost je gornje razdiobe bolja cirkulacija vode, a nedostatak ohlađivanje vode u dovodnoj mreži na tavanu. 

#### Dvocijevni sustavi s donjom razdiobom
U donjoj razdiobi smješteni su dovodni razdjelni vodovi i povratni sabirni vodovi ispod stropa podruma s usponom od kotla do zadnjeg okomitog ogranka. U uzlaznim ograncima dovodi se topla voda radijatorima, a kroz silazne ogranke vraća se ohlađena voda kroz povratni sabirni vod do kotla. Za odzračivanje uzlaznih ogranaka potrebno je predvidjeti posebne vodove, koji spajaju završetke dovodnih ogranaka sa zračnim prostorom ekspanzijske posude. Radi sprečavanja cirkulacije vode u odzračnim vodovima izvode se cijevne petlje pri priključku na ekspanzijski vod. Ako nije moguće izvesti centralno odzračivanje, mogu se najviši radijatori odzračivati ručno ili automatski pomoću posebnih odzračnih ventila. 
Za uređaje s donjom razdiobom troškovi su za cjevovodnu mrežu manji nego za uređaje gornje razdiobe, a također su i gubici topline manji. Nedostatak je tromija cirkulacija vode.

### Jednocijevni sustav
Jednocijevni sustav je posebna izvedba gornje razdiobe. U toj se izvedbi gornja dovodna razdjelna mreža neposredno spaja s okomitim ograncima na sabirni vod povratne vode u podrumu. Na isti silazni ogranak spojeni su dovodni i povratni priključci svih radijatora koji leže jedan ispod drugog. Topla voda protječe po redu kroz sve radijatore odozgo prema dolje, tako da najviši radijatori dobivaju najtopliju vodu, a najniži već ohlađenu vodu. Stoga moraju, za isti toplinski učin, donji radijatori imati veću ogrjevnu površinu nego gornji. Jednocijevni se gravitacijski sustavi i pored jednostavnije i jeftinije izvedbe rjeđe upotrebljavaju zbog već navedenih nedostataka.

### Etažno grijanje
Etažno grijanje toplom vodom posebna je izvedba dvocijevnog sustava s gornjom razdiobom za grijanje prostorija u jednom katu. Kotao, grijala (radijatori) i cjevovodna mreža nalaze se u istom katu. Budući da se kotao nalazi na skoro istoj razini s radijatorima, to će sila za održavanje optoka vode ovisiti samo o ohlađivanju vode u dovodnom vodu. Zbog toga se dovodni vodovi polažu slobodno i neizolirano ispod stropa prostorija. Povratni vodovi su položeni slobodno iznad poda, odnosno u podnoj konstrukciji. Nedostatak je toga sustava pri gravitacijskom optoku vode veoma troma cirkulacija vode i razmjerno velike dimenzije cjevovoda. Postoji i varijanta s gornjim povratnim vodom.

## Toplovodno grijanje prisilnom cirkulacijom
Za grijanje većih (razgranatih) objekata upotrebljavaju se crpke (sisaljke ili pumpe) za poboljšanje cirkulacije vode. Pa i za grijanje manjih objekata, radi isplatljivijeg i elastičnijeg pogona, uspješno se uvode sustavi s prisilnom cirkulacijom vode pomoću posebnih vijčanih pumpi, koje su neposredno ugrađene u cjevovod. 
Prednosti toga sustava jesu: brzo zagrijavanje uređaja i dobra cirkulacija vode; povoljnija opća regulacija, mogućnost miješanja povratne s dovodnom vodom; manji promjeri cjevovoda, zbog toga smanjenje gubitaka vode; troškovi cjevovoda su manji; veća sloboda pri vođenju cjevovoda. 
Nedostatak je ovisnost o dovodu električne struje i stalni potrošak struje za pogon pumpe. 
Sustavi i način vođenja cjevovoda za toplovodno grijanje s prisilnom cirkulacijom u načelu su isti kao i za grijanje s gravitacijom. Zbog veće brzine strujanja vode treba posebno paziti na dobro odzračivanje uređaja. 
Crpka se može ugraditi u dovodni ili povratni vod. Treba paziti na razdiobu tlaka u cijevnoj mreži. Priključak ekspanzijske posude, preko sigurnosnog povratnog voda na cijevnu mrežu, neutralna je točka gdje vlada samo statički tlak, koji odgovara visinskoj razlici između ekspanzijske posude i priključka crpke. Crpka proizvodi dodatni tlak radi svladavanja otpora strujanja u cijevima, radijatorima i kotlu. Taj se tlak u cijevnoj mreži, s obzirom na statički tlak, djelomično pojavljuje kao pretlak, a djelomično kao podtlak. U dijelu cjevovoda od tlačne strane crpke do priključka ekspanzijske posude vlada pretlak, a od priključka do upojne strane crpke podtlak. 
Ekspanzijska posuda treba da bude smještena barem za visinu pogonskog tlaka crpke iznad priključka najvišeg radijatora, da se spriječi snižavanje razine vode ispod najvišeg priključka pri podtlaku u sustavu. 
Što je veći tlak crpke, to su manje dimenzije cjevovoda, ali se povećavaju otpori strujanja, a time i troškovi za električnu energiju za pogon. Tlak crpke mora biti tako odabran da zbroj troškova ulaganja i pogona bude najmanji. 
Za održavanje cirkulacije vode upotrebljavaju se isključivo centrifugalne crpke s elektromotornim pogonom. U većim uređajima obično se ugrađuju tri crpne jedinice, svaka s učinom od 50% ukupnog učina. Treća crpka služi kao zamjena (rezerva). 
Za posebne objekte (kao na primjer bolnice, kazališta, TV studije i druge ustanove) pored elektromotornog pogona za crpke predviđa se još i pogon dizelskim motorom, odnosno parnom turbinom, ako ima vodene pare. U malim uređajima za poboljšanje cirkulacije upotrebljavaju se vijčane crpke s elektromotornim pogonom, koje se neposredno ugrađene u cjevovod. 
Toplovodno grijanje prisilnom cirkulacijom izvodi se kao dvocijevni ili jednocijevni sustav. 

### Dvocijevni sustav
Izvedbe dvocijevnog sustava s prisilnom cirkulacijom odgovara izvedbi s gravitacijskom cirkulacijom. 

### Jednocijevni sustav
Zbog poboljšane cirkulacije vode jednocijevni sustav s crpkama mnogo je povoljniji u pogonu nego kad voda cirkulira djelovanjem gravitacije.

### Stropno grijanje
Stropno grijanje je posebna vrsta izvedbe grijanja toplom vodom s prisilnom cirkulacijom. Tada se toplina predaje pretežno zračenjem topline. Ugrijana stropna površina emitira toplinsko zračenje koje zagrijava sve okolne površine, a one predaju toplinu zraku u prostoriji konvekcijom (toplinsko strujanje) ili provođenjem (kondukcija topline). 
Prednosti stropnog grijanja jesu: nisu potrebna grijala (radijatori) i oslobađaju se prostori potrebni za njihov smještaj; nema taloženja prašine na radijatorima; temperatura u prostoriji je jednakomjerna i niža; površinske su temperature okolnih zidova i poda više nego kad se grije radijatorima. 
Nedostaci su: veća tromost grijanja, a prema tome smanjena mogućnost uspješne regulacije; veliki troškovi ugrađivanja; nema mogućnosti da se naknadno mijenjaju ogrjevne površine. 
Vođenje cjevovoda, sigurnosni uređaji i regulacija u načelu su isti kao i u toplovodnom grijanju s prisilnom cirkulacijom. Razlika je samo u tome što su ogrjevne površine izvedene kao cijevni registri koji su ugrađeni u stropnu konstrukciju ili smješteni ispod nje. 
Površinska temperatura stropa ograničena je iz fizioloških razloga. Dopuštena temperatura stropa ovisi o visini prostorije, te o veličini i o načinu ugrađivanja ogrjevne površine. U prostorijama visokim 3 metra i s ugrađenom ogrjevnom površinom većom od 15 m2, temperatura stropa ne smije biti viša od 35 °C. U nižim prostorijama mora temperatura biti niža. Temperatura je tople vode u dovodnom cjevovodu obično od 50 do 70 °C, što je znatno niže od temperature vode u cijevnim registrima, iznosi oko 10 °C.
Postoje 4 izvedbe stropnog grijanja koje se razlikuju prema načinu ugrađivanja cijevi. 

#### Stropno grijanje s cijevnim registrima
Cijevi su neposredno ugrađene u betonsku stropnu konstrukciju, odnosno položene u posebnu betonsku ploču (debljine od 60 do 80 mm), koja je obješena ispod nosive stropne konstrukcije. Nedostatak je tih izvedbi što se ogrjevne cijevi moraju položiti istodobno s gradnjom stropne konstrukcije. 

#### Stropno grijanje s lamelama
Ta se izvedba razvila iz izvedbe s ugrađenim cijevnim registrima, s težnjom da se smanji tromost zagrijavanja i da se ubrza prilagođavanje potrebama. Njezina je osobina da su na ogrjevnim cijevima, koje su obješene na nosivu stropnu konstrukciju, pričvršćene lamele od aluminijskih traka. Na taj se način pospješuje odavanje topline od cijevi. Izvedba i veličina lamela te njihovo zavješenje na strop, odnosno spajanje sa stropnom žbukom, različita je u pojedinim konstrukcijama. Neke poznate izvedbe i konstrukcije jesu:
- Stramax standardni strop upotrebljava lamele od širokih aluminijskih traka koje obuhvaćaju cijevi. Ispod lamela je žičana mreža koja nosi stropnu sadrenu žbuku.
- Strop od Stramax dijelova sastoji se od posebno izrađenih sadrenih (gipsanih) ploča s čvrsto pričvšćenim aluminijskim trakama koje se vješaju na nosivu stropnu konstrukciju. Ogrjevne cijevi spajaju se s aluminijskim trakama pomoću željeznih vodilica. Ti se elementi izvode i kao prigušivači šumova; tada su oni perforirani i obloženi prigušnim materijalom.
- Frenger strop (norveški patent) sastoji se od gotovih elemenata od perforiranih aluminijskih ploča, veličine 625 x 625 mm i 0,75 mm debljine, obloženih s gornje strane izolacijskim slojem. Ispod nosivog stropa obješene su ogrjevne cijevi na koje su pričvršćene aluminijske ploče pomoću čeličnih spona. Te su ploče s donje strane ličene lakom postojanim na povišenoj temperaturi. Posebna je izvedba Frenger stropa izvedba s dugim aluminijskim trakama širine 85 mm.
- Thermax strop sastoji se također od aluminijskih lamela, koje istodobno služe i kao nosioci (mreža) stropne žbuke.

#### Stropno grijanje s usijanim pločama
Ploče od čeličnog lima obješene su slobodno ispod stropa prostorije, na njima su pričvršćene ogrjevne cijevi zavarivanjem ili posebnim okovima (spojnicama). Ploče su po stropu raspoređene ili kao duge trake uzduž cijele prostorije (sunstrip grijanje), ili u pojedinim komadima određene duljine i širine. Gornja se površina cijevi izolira. Ta se vrsta grijanja obično upotrebljava u visokim tvorničkim halama. Budući da je u halama dozvoljena viša temperaturama, kao sredstvo za grijanje upotrebljava se vodena para ili visokotlačna vrela voda. 

#### Stropno grijanje s cijevima u međustropnoj šupljini
Ogrjevne cijevi smještene su u međuprostoru između nosive stropne konstrukcije i visećeg stropa. Donja je strana nosive konstrukcije izolirana. Viseći se strop izvodi ili kao nosilac stropne žbuke, ili kao strop od metalnih ploča. Ponekad se viseći strop perforira, čime se postizava prigušivanje prijenosa šumova. Ogrjevne cijevi odavaju toplinu zračenjem i konvekcijom. Grije se toplom vodom 90/70 °C ili vrelom vodom 130/70 °C, odnosno vodenom parom. Takva izvedba omogućuje naknadno ugrađivanje ogrjevnih instalacija i različite promjene.

### Podno grijanje
To su cijevni registri za grijanje ugrađeni u podnoj konstrukciji. Već prema izvedbi poda, ogrjevne su cijevi neposredno ugrađene u beton ili slobodno položene iznad nosive betonske konstrukcije. Budući da je površinska temperatura poda iz fizioloških razloga ograničena od 24 do 29 °C (više temperature u zoni gdje ne borave ljudi), ograničen je i toplinski učin podnog grijanja, a time i upotrebljivost takvog grijanja. Podno grijanje obično se upotrebljava za grijanje prostorija s malim gubicima topline, kao što su ulazi u zgrade, garaže, crkve, ili kao dodatno grijanje za plivališta i dvorane bez podruma, odnosno sa slobodnim prolazom ispod poda. Pod odaje toplinu pretežno konvekcijom zraku prostorije, a samo neznatno zračenjem topline. U posljednje se vrijeme za podno grijanje uspješno upotrebljavaju cijevi od sintetičkih materijala (termoplastične cijevi od polietilena posebne izvedbe). 
Za razvod i cirkulaciji tople vode služe crpke (pumpe). Obično se stropno i podno grijanje upotrebljava samo za neke prostorije, dok se za ostale prostorije u zgradi predviđa radijatorsko grijanje.

## Sunčev toplovodni sustav
Sunčev toplovodni sustav koristi sunčevu energiju, kao obnovljivi izvor energije, za zagrijavanje potrošne tople vode, toplovodno i toplozračno grijanje prostora, hlađenje prostora, zagrijavanje plivačkih bazena, zagrijavanje vodene pare radi proizvodnje električne energije i drugo. Sunčev toplovodni sustav s prisilnim kruženjem vode se sastoji uglavnom od sunčevih toplovodnih kolektora, sunčevog spremnika topline, pomoćnog grijača, toplovodnih cijevi, te pumpe i regulacijskog sklopa koji njome upravlja. Postoje i takve konstrukcije toplovodnih sustava, koje omogućuju rad sustava bez pumpe i regulacijskog sklopa, a naziva se termosifon ili sunčev toplovodni sustav s prirodnim kruženjem vode.